# Église des Carmes Chaussés de Wavre
L'ancienne église des Carmes Chaussés est un édifice de style baroque qui faisait partie d'un couvent de grands carmes situé à Wavre, ville de la province du Brabant wallon en Belgique. Classé au patrimoine de Wallonie depuis 1938 - et réaménagé - l'édifice abrite aujourd'hui les services de l'hôtel de ville.

## Historique
L'église du couvent des Carmes Chaussés fut édifiée en 1662. Détruite par un incendie en 1695, elle est réédifiée vers 1720.
Les religieux furent expulsés de leur couvent en 1797 par les révolutionnaires français: le couvent fut acquis en 1809 par la Ville de Wavre qui y installa l'administration communale. Endommagée par un bombardement allemand en mai 1940, l'église fut restaurée après la Seconde Guerre mondiale.
Le bâtiment est aujourd'hui l'hôtel de ville de Wavre et est classé au titre des monuments historiques depuis le 8 mars 1938.

## Architecture

### L'église conventuelle

#### La façade principale
L'église présente une haute façade de style baroque édifiée en briques rouges et en grès ferrugineux dont l'élan vertical est accentué par l'alignement du portail, de la verrière, de l'horloge et du fronton.
Cette façade, agrémentée de beaux chaînages d'angle, est découpée en cinq registres horizontaux par de larges bandes de grès ferrugineux.
Au rez-de-chaussée, la façade est percée d'un beau portail en grès ferrugineux au parement creusé de lignes de refend. Ce portail est couronné d'une niche cantonnée de volutes baroques et surmontée d'un arc et d'un larmier surbaissés. Il est encadré de deux petits pots à feu.
Le portail est surmonté d'une grande baie cintrée présentant un encadrement de grès ferrugineux qui est, lui-aussi, cantonné de volutes baroques et surmonté d'un arc et d'un larmier surbaissés.
La façade est surmontée d'un pignon baroque composé de deux registres. Le premier registre, séparé de la façade par un entablement et bordé latéralement par des vases en pierre, est orné en son centre d'une horloge bordée d'un élégant encadrement en grès ferrugineux à clés saillantes. Il supporte un deuxième registre dont les côtés courbes se transforment, par une solution élégante, en pilastres ioniques. Enfin, le pignon est sommé d'un petit fronton courbe.

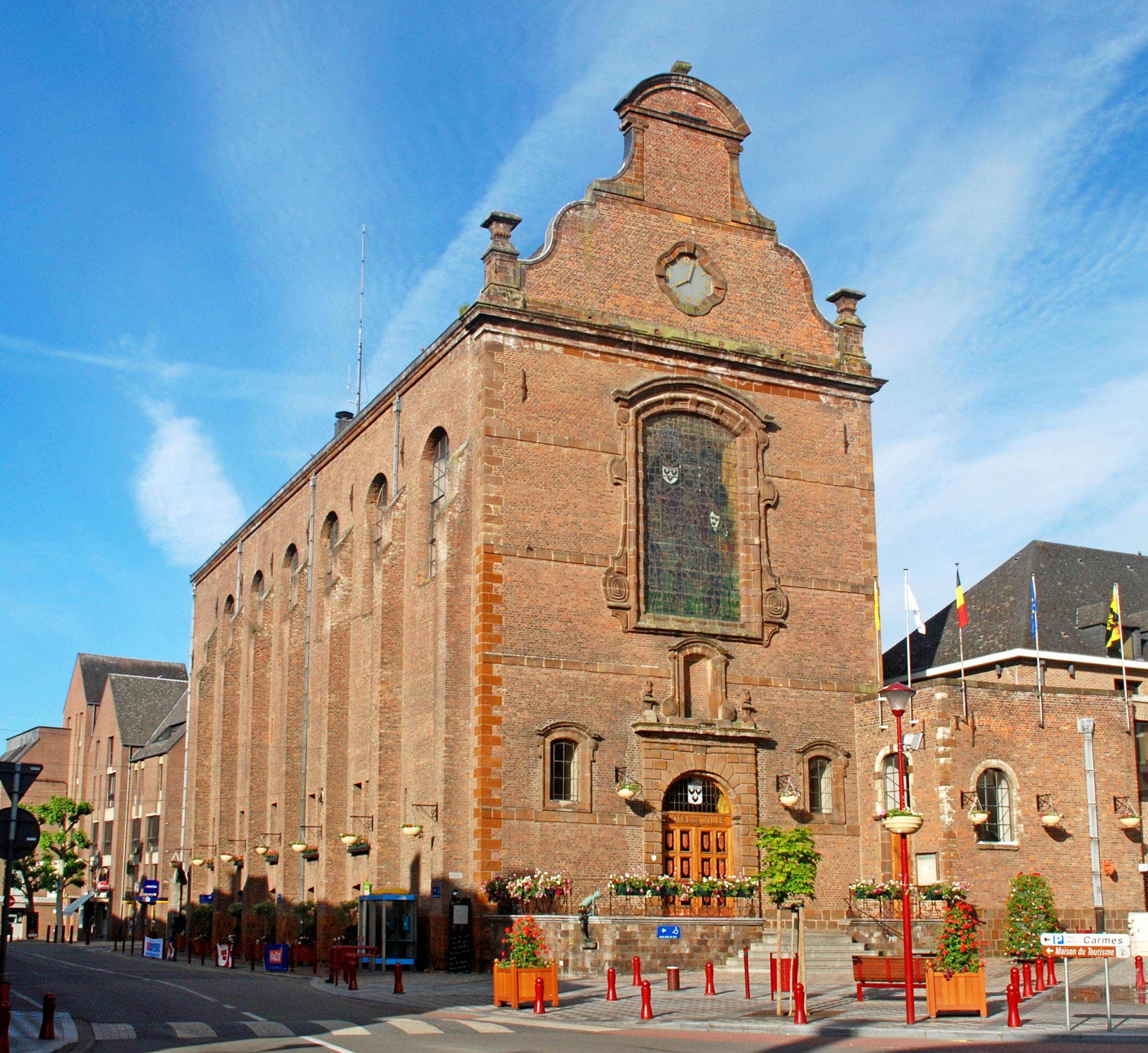
Façade principale.
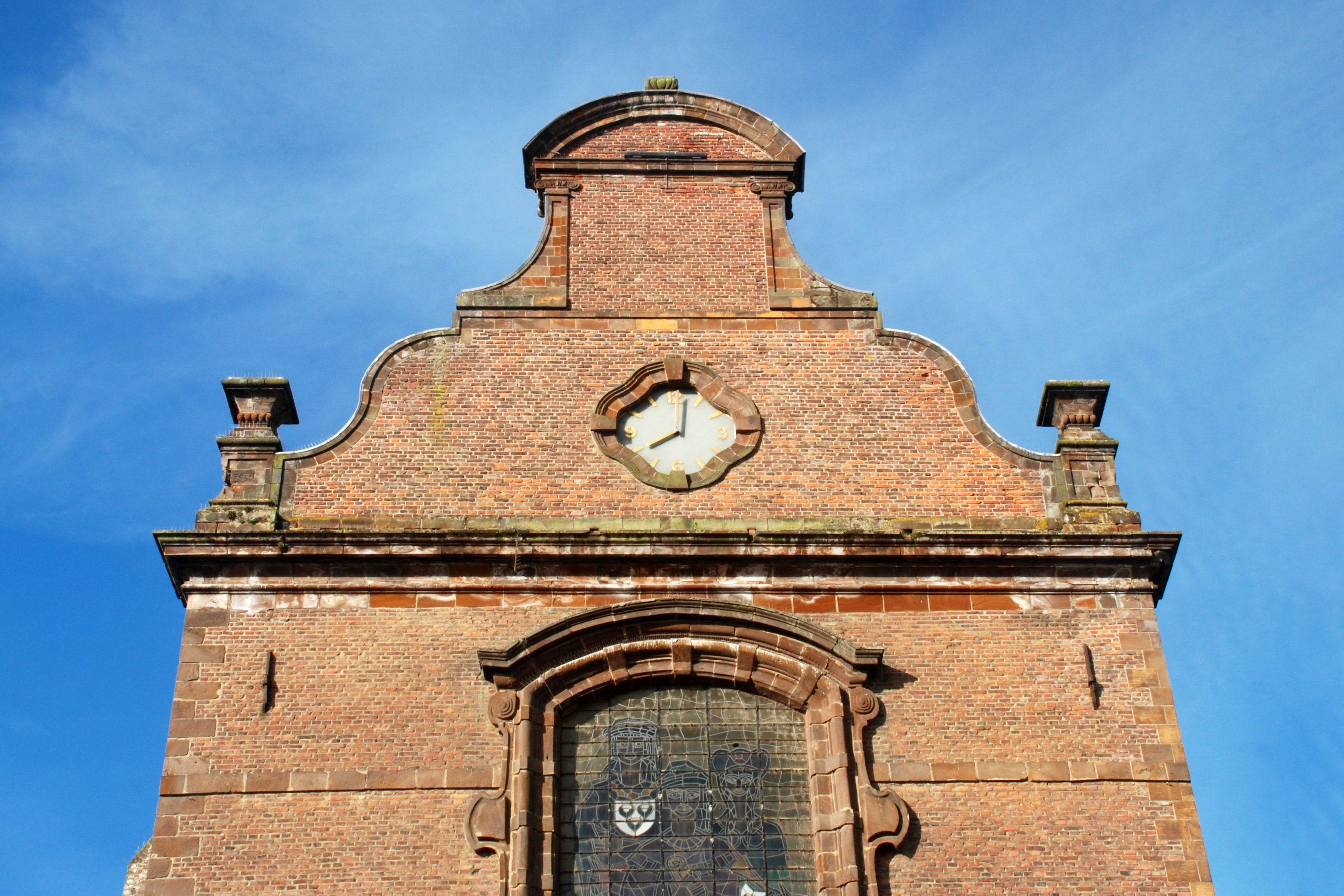
Le pignon baroque.
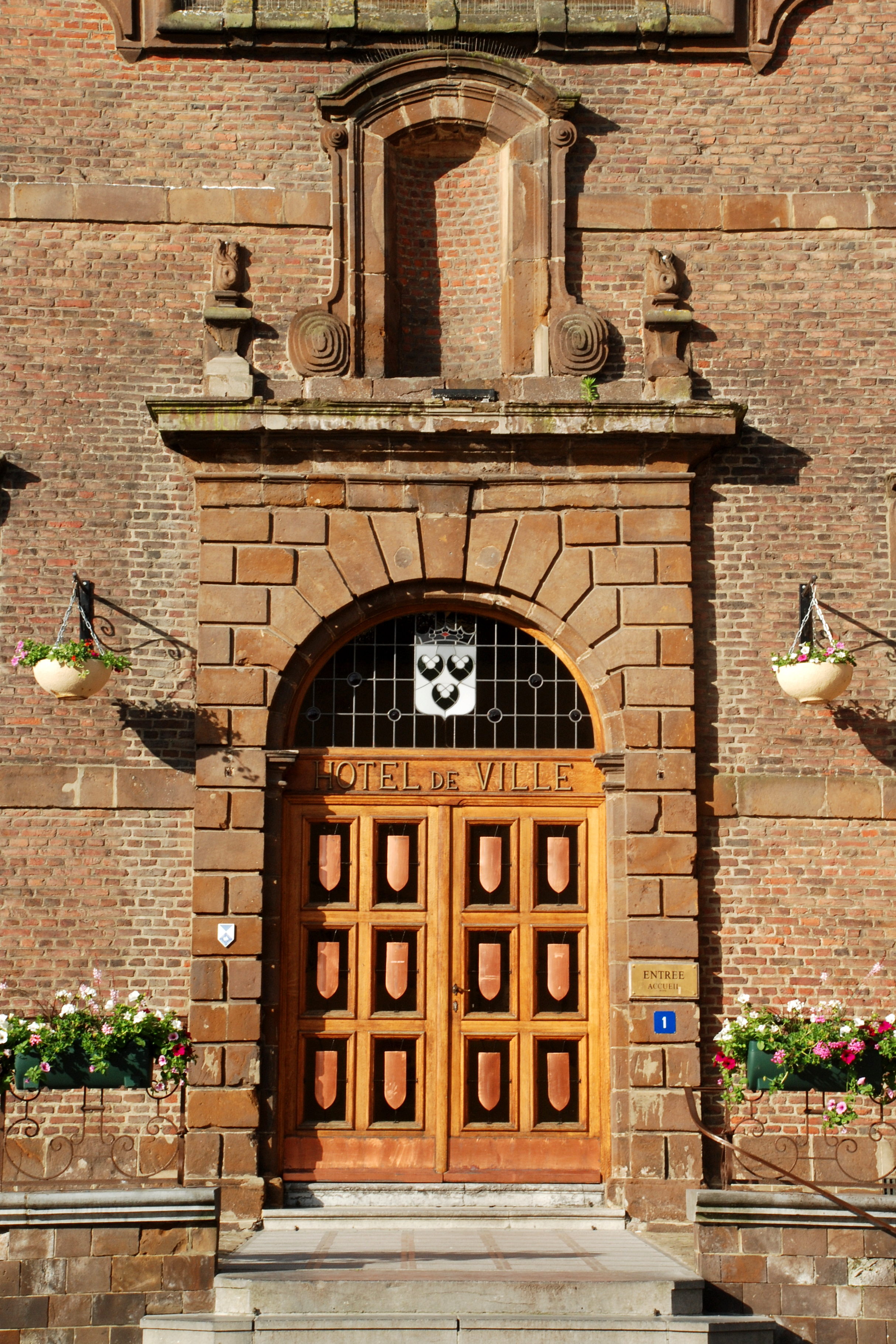
Le portail.
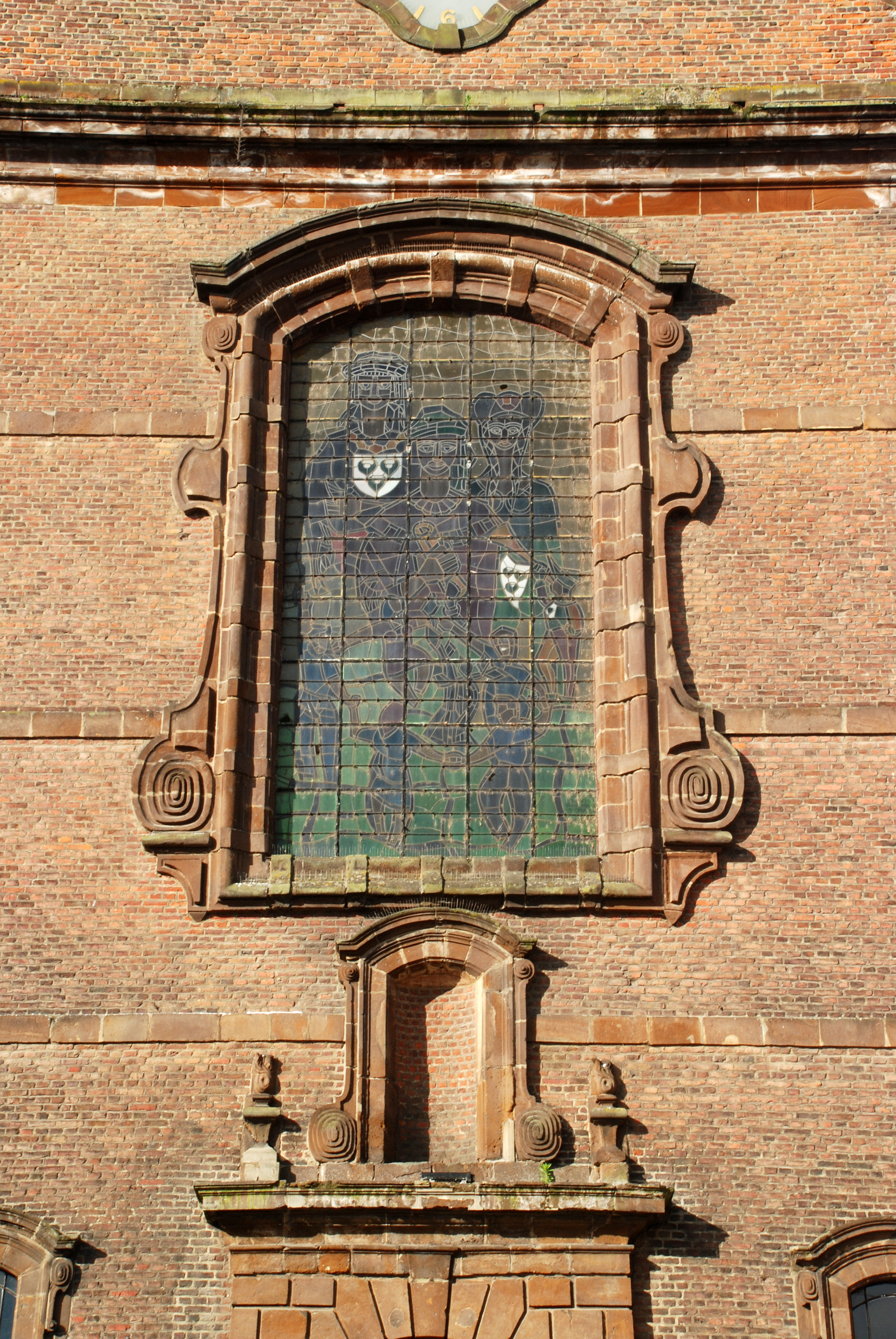
La verrière ornée de volutes baroques.

#### La façade latérale
La façade latérale, également très haute, est rythmée par sept puissants contreforts encadrant six grandes fenêtres cintrées.
À son extrémité méridionale a été transféré le portique de 1794, qui encadrait jadis la porte d'entrée du couvent et du collège des Récollets, édifices construits non loin de là en 1673.

#### La façade arrière
La façade arrière, austère, possède un soubassement et des chaînages d'angle en grès ferrugineux ainsi que quatre grandes fenêtres à arc surbaissé et encadrement de grès ferrugineux.

### Le cloître

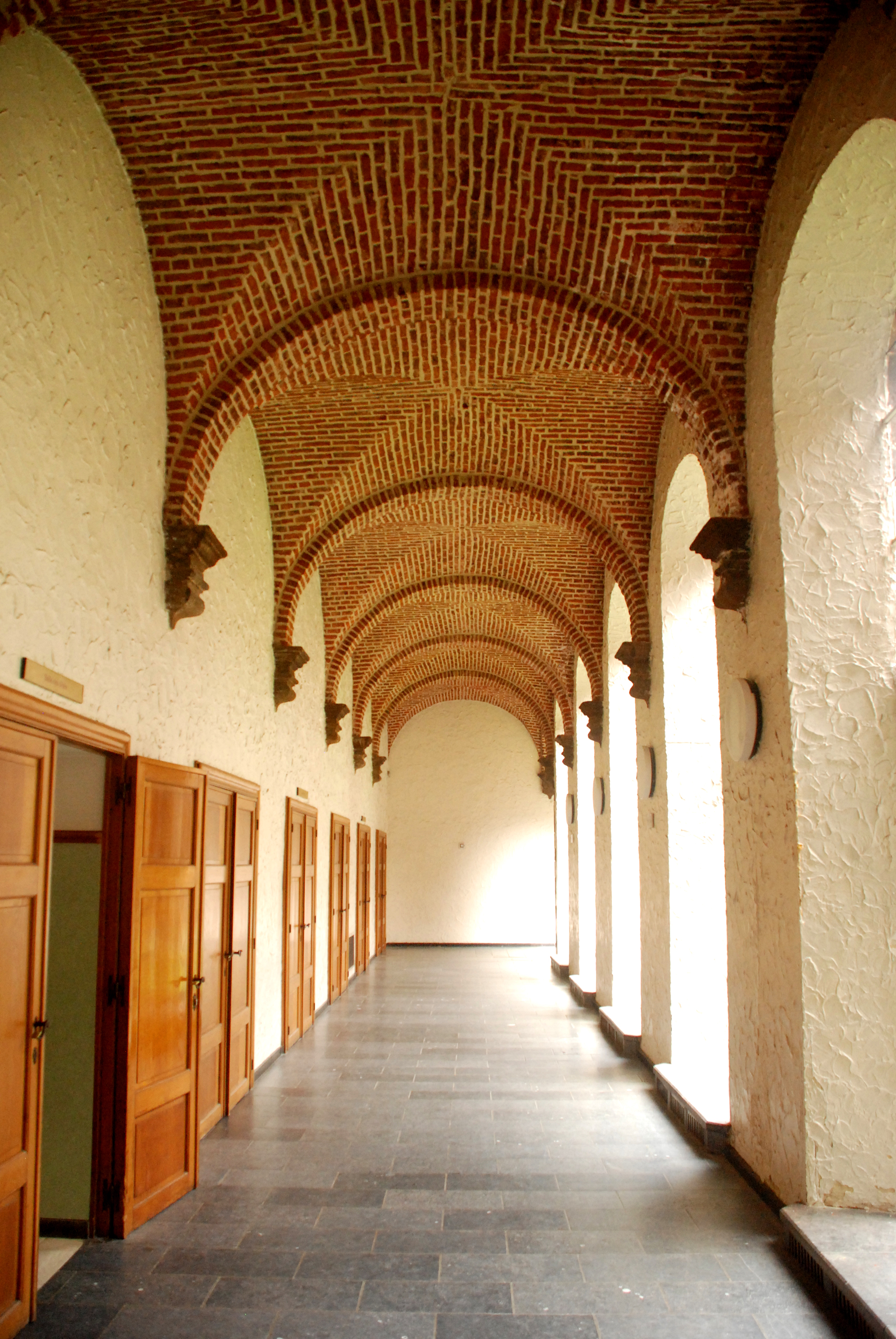
Galerie du cloître.

Du couvent des Carmes chaussés qui jouxtait l'église subsiste un cloître du XVIIe siècle. Ce cloître est complet et conserve ses quatre galeries qui sont couvertes de voûtes d'arêtes en briques rouges dont les arcs-doubleaux retombent sur des culots en grès ferrugineux. Les murs enduits sont ornés aux angles de chaînages d'angle de gros blocs de grès ferrugineux.
Du côté du jardin, les baies du cloître sont encadrées de piédroits harpés en grès ferrugineux surmontées d'arcs en anse de panier.

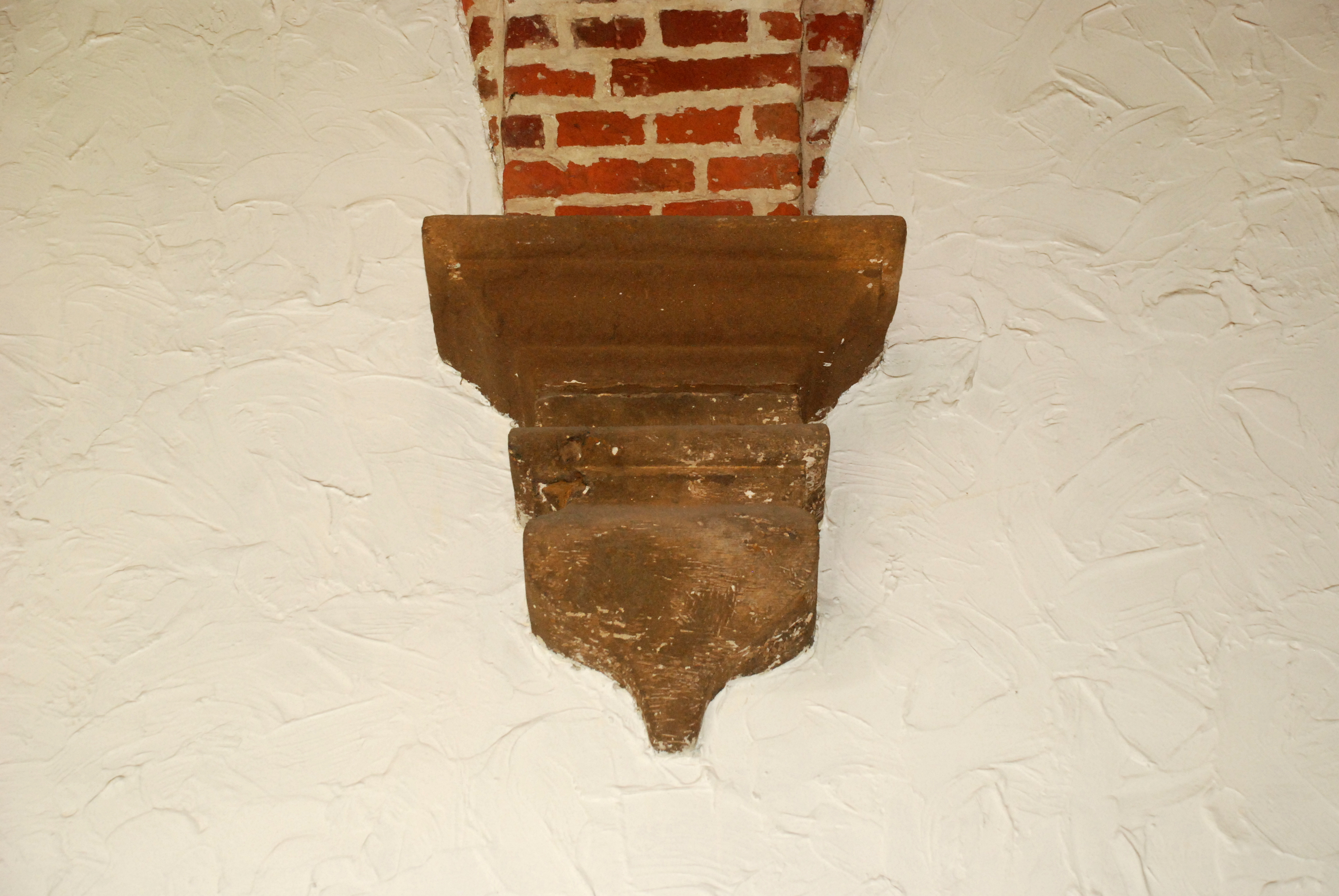
Culot en grès ferrugineux.